# Timeless (Martina McBride)
Timeless è l'ottavo album in studio della cantante country statunitense Martina McBride, pubblicato nel 2005. Si tratta di un album di cover.

## Tracce
1. You Win Again – 2:59 (Hank Williams)
2. I'll Be There (feat. Dan Tyminski & Rhonda Vincent) – 2:18 (Ray Price, Rusty Gabbard)
3. I Can't Stop Loving You (feat. arr. archi di David Campbell) – 4:21 (Don Gibson)
4. (I Never Promised You A) Rose Garden – 3:15 (Joe South)
5. Today I Started Loving You Again – 3:46 (Merle Haggard, Bonnie Owens)
6. You Ain't Woman Enough – 2:12 (Loretta Lynn)
7. Once a Day – 2:23 (Bill Anderson)
8. Pick Me Up on Your Way Down – 2:40 (Harlan Howard)
9. I Don't Hurt Anymore – 3:08 (Don Robertson, Walter E. Rollins)
10. True Love Ways – 3:14 (Buddy Holly, Norman Petty)
11. 'Til I Can Make It on My Own – 3:17 (George Richey, Billy Sherrill, Tammy Wynette)
12. I Still Miss Someone (feat. Dolly Parton) – 2:56 (Johnny Cash, Roy Cash, Jr.)
13. Heartaches by the Number (feat. Dwight Yoakam) – 3:06 (Harlan Howard)
14. Satin Sheets – 3:20 (John Volinkaty)
15. Thanks a Lot – 2:35 (Eddie Miller, Don Sessions)
16. Love's Gonna Live Here – 2:01 (Buck Owens)
17. Make the World Go Away – 2:57 (Hank Cochran)
18. Help Me Make It Through the Night – 4:04 (Kris Kristofferson)

iTunes pre-order bonus track
1. Let It Be Me – 3:36 (Gilbert Bécaud, Mann Curtis)

Tracce bonus internazionali
1. Dreaming My Dreams – 3:51 (Allen Reynolds)
2. Cryin' Time – 3:09 (Buck Owens)
3. Walk on By – 2:27 (Kendall Hayes)
4. Take These Chains from My Heart – 3:10 (Fred Rose, Hy Heath)